# صلاح الدين (مسلسل كرتوني)
المسلسل إنتاج شركة تطوير الوسائط المتعددة (MDeC) في ماليزيا و الجزيرة للأطفال في قطر. كل جزء من  مسلسل الكرتون صلاح الدين سيكون 13 حلقة. بدأ الإنتاج في أيار / مايو 2004  بإنتاج ست دقائق سيرا على مقطورة تم معاينتها من خلال مالتيميديا سوبر كوريدور، الذي أطلق في احتفالها السنوي العاشر في نيسان / أبريل 2005. عرضت الحلقة الجديدة الأولى  في أواخر عام 2009، بعد ذلك، كان واحدا من أكثر الرسومات المتحركة نجاحا.

## الجوائز
- فاز صلاح الدين المسلسل الكرتوني  بجائزة أفضل التكنولوجيا في مسابقة سيول الترويجية الدولية للرسوم المتحركة والرسوم المتحركة (SICAF) خطة الترقيات. تم إدراجه في القائمة مع عشرة مرشحين آخرين. في المسابقة، والمتنافسين لديها 10 دقيقة لتقديم الملعب المسلسل التلفزيوني المقترح إلى لجنة تحكيم دولية من المسؤولين التنفيذيين للبث للجمهور مباشرة من الحضور المؤتمر
- وقد فاز فيلم صلاح الدين من قبل شركة تطوير الوسائط المتعددة (MDec) بجائزة طوكيو الكبيرة للبصريات في الأسبوع الماضي طوكيو الدولي أنيمي معرض عام 2007، أكبر معرض أنيمي في العالم. فاز صلاح الدين بجائزة التميز في تقنية ثلاثي الأبعاد التي تم إنشاؤها بواسطة الحاسوب (3D CGI)، والمؤثرات البصرية الخاصة والرسوم المتحركة

## روابط خارجية
- صلاح الدين: المسلسل الكرتوني على موقع IMDb (الإنجليزية)
- صلاح الدين: المسلسل الكرتوني على موقع كينوبويسك (الروسية)
- صلاح الدين: المسلسل الكرتوني على موقع قاعدة بيانات الفيلم (الإنجليزية)
- الموقع الرسمي
- MDeC الموقع الرسمي نسخة محفوظة 22 سبتمبر 2012 على موقع واي باك مشين.